# Osmi nervni slom
Az Osmi nervni slom (magyarul: Nyolcadik idegösszeomlás) a Riblja čorba együttes 1986-ban megjelent stúdióalbuma, melyet az RTB adott ki. Katalógusszáma: 2320355.

## Az album dalai

### A oldal
1. Nemoj da ideš mojom ulicom
2. Južna Afrika '85 (Ja ću da pevam)
3. Jedan čovek
4. Ljuti Rock 'n' Roll
5. Sutra me probudi

### B oldal
1. Amsterdam
2. Tu nema boga, nema pravde
3. Crno je dole
4. Cava
5. Prokleto sam